# Филмографија Грејс Кели
Грејс Патриша Кели (1929–1982) била је америчка глумица која је дебитовала је на екрану у телевизијској представи Old Lady Robbins у антологијској серији Kraft Television Theatre. Следеће године, Келијева је дебитовала на Бродвеју играјући Берту у филму The Father. Године 1950. појавила се у бројним телевизијским антологијским серијама, укључујући The Philco Television Playhouse, Studio One, The Clock, The Web, и Danger. Келијева је играла Хелен Петигру у телевизијској представи Berkeley Square у серији Prudential Family Playhouse (1951). Године 1952. глумила је Дулсинеју од Тобоза у драми Дон Кихот у антологијској серији CBS Television Workshop, а такође је играла у низу других серија, укључујући Hallmark Hall of Fame, Lux Video Theatre и Suspense.
Келијев филмски деби била је мања улога у драми Четрнаест сати из 1951. године. Потом се појавила у у вестерну Тачно у подне глумећи са Гаријем Купером. За улогу Линде Нордли у филму Могамбо, у режији Џона Форда, добила је Златни глобус за најбољу споредну глумицу и номинацију за Оскара за најбољу споредну глумицу. Године 1954. глумила је у трилерима Алфреда Хичкока Позови М ради убиства, са Рејем Милендом, и Прозор у двориште, са Џејмсом Стјуартом. Исте године глумила је напаћену жену глумца алкохоличара, коју је играо Бинг Крозби, у филму Провинцијалка (1954), за коју је добила Оскара за најбољу глумицу и Златни глобус за најбољу главну глумицу у филму – драма 1955. године.Келијева се поново удружила са Хичкоком у романтичном трилеру Држ'те лопова (1955), са Керијем Грантом и Френком Синатром.
Године 1956. појавила се у романтичној комедији Лабуд и музичкој комедији Високо друштво. Касније те године, 26-годишња Грејс се повукла из глуме, да би се удала за принца Ренија III од Монака, чиме је постала принцеза од Монака. У овој улози појавила се у документарцима A Look at Monaco (1963) и Monte Carlo: C'est La Rose (1968). Била је наратор у балетском документарцу The Children of Theatre Street (1977), који је био номинован за Оскара за најбољи документарни филм. Кели је преминула 1982. године након саобраћајне несрећи у близини Монте Карла.
Године 1999. била је на 13. месту  25 највећих женских звезда класичног холивудског филма Америчког филмског института, и добила је звезду на Холивудској стази славних.

## Филм
| Година | Назив                          | Улога               | Напомена          | Изв.          |
| ------ | ------------------------------ | ------------------- | ----------------- | ------------- |
| 1951.  | Четрнаест сати                 | Луиз Ен Фалер       |                   | [ 14 ]        |
| 1952.  | Тачно у подне                  | Ејми Фолер Кејн     |                   | [ 15 ]        |
| 1953   | Могамбо                        | Линда Нордли        |                   | [ 16 ]        |
| 1954.  | Позови М ради убиства          | Margot Mary Wendice |                   | [ 17 ]        |
| 1954.  | Прозор у двориште              | Марго Мери Вендис   |                   | [ 18 ]        |
| 1954.  | Мостови Токо-Рија              | Ненси Брабејкер     |                   | [ 19 ]        |
| 1954.  | Провинцијалка                  | Џорџи Елџин         |                   | [ 8 ]         |
| 1954.  | Зелена ватра                   | Кетрин Ноланд       |                   | [ 20 ]        |
| 1955.  | Држ'те лопова                  | Френсис Стивенс     |                   | [ 21 ]        |
| 1956.  | Лабуд                          | Принцеза Александра |                   | [ 22 ]        |
| 1956.  | Високо друштво                 | Трејси Саманта Лорд |                   | [ 23 ]        |
| 1956.  | The Wedding in Monaco          | себе                | документарни филм | [ 24 ]        |
| 1959.  | Glück und Liebe in Monaco      | себе                | немачки филм      | [ 25 ]        |
| 1977.  | The Children of Theatre Street | наратор             | документарни филм | [ 26 ] [ 27 ] |

## Телевизија
| Година           | Назив                           | Улога                  | Напомена | Изв.                                             |
| ---------------- | ------------------------------- | ---------------------- | --- | ------------------------------------------------ |
| 1948. 1952–1954. | Kraft Television Theatre        | разне улоге            | епизода: Old Lady Robbins епизода: The Cricket on the Hearth епизода: The Small Hours епизода: Boy of Mine епизода: The Thankful Heart          | [ 3 ] [ 28 ] [ 29 ] [ 30 ] [ 31 ]                |
| 1950–1953.       | The Philco Television Playhouse | разне улоге            | епизода: Bethel Merriday епизода: Ann Rutledge епизода: Leaf Out of a Book епизода: The Sisters епизода: Rich Boy епизода: The Way of the Eagle | [ 32 ] [ 33 ] [ 34 ] [ 35 ] [ 36 ] [ 37 ] [ 38 ] |
| 1950.            | Ripley's Believe It or Not!     | непознато              | епизода: The Voice of Obsession | [ 39 ]                                           |
| 1950 1952.       | Studio One                      | непознато              | епизода: The Rockingham Tea Set епизода: The Kill                                                                                               | [ 40 ] [ 41 ]                                    |
| 1950.            | Actors Studio                   | разне улоге            | епизода: The Apple Tree епизода: The Token епизода: The Swan                                                                                    | [ 42 ]                                           |
| 1950.            | Cads, Scoundrels and Ladies     | непознато              | сегмент: The Lovesick Robber | [ 42 ]                                           |
| 1950.            | Comedy Theater                  | непознато              | епизода: Summer Had Better Be Good | [ 43 ]                                           |
| 1950 1952.       | Lights Out                      | непознато              | епизода: The Devil to Pay епизода: The Borgia Lamp                                                                                              | [ 44 ] [ 45 ]                                    |
| 1950.            | Big Town                        | непознато              | епизода: The Pay-Off | [ 42 ]                                           |
| 1950.            | The Clock                       | непознато              | епизода: Vengeance | [ 46 ]                                           |
| 1950.            | The Web                         | непознато              | епизода: Mirror of Delusion | [ 42 ]                                           |
| 1950.            | Somerset Maugham TV Theatre     | непознато              | епизода: Episode | [ 42 ]                                           |
| 1950. 1952.      | Danger                          | непознато              | епизода: The Sergeant and the Doll епизода: Prelude to Death                                                                                    | [ 47 ]                                           |
| 1951.            | Prudential Family Playhouse     | Helen Pettigrew        | епизода: Berkeley Square | [ 48 ]                                           |
| 1951             | The Nash Airflyte Theater       | непознато              | епизода: A Kiss for Mr. Lincoln | [ 49 ]                                           |
| 1951–1952.       | Armstrong Circle Theatre        | разне улоге            | епизода: Lover's Leap епизода: Brand from the Burning епизода: City Editor епизода: Recapture                                                   | [ 50 ] [ 51 ] [ 52 ] [ 53 ]                      |
| 1952.            | CBS Television Workshop         | Дулсинеја              | епизода: Don Quixote | [ 52 ]                                           |
| 1952.            | Hallmark Hall of Fame           | Claire Conroy          | епизода: The Big Build Up | [ 52 ]                                           |
| 1952–1953.       | Lux Video Theatre               | разне улоге            | епизода: Life, Liberty, and Orrin Dooley епизода: A Message for Janice епизода: The Betrayers                                                   | [ 54 ] [ 55 ] [ 56 ]                             |
| 1952.            | Robert Montgomery Presents      | непознато              | епизода: Candles for Theresa | [ 52 ]                                           |
| 1952.            | Suspense                        | непознато              | епизода: Fifty Beautiful Girls | [ 57 ]                                           |
| 1952.            | Goodyear Television Playhouse   | непознато              | епизода: Leaf Out of a Book | [ 35 ]                                           |
| 1953.            | Toast of the Town               | дует са Ралфом Микером | епизода: Teahouse of the August Moon | [ 58 ] [ 59 ]                                    |
| 1963.            | A Look at Monaco                | себе                   | документарни филм | [ 60 ]                                           |
| 1966.            | The Poppy Is Also a Flower      | наратор                | телевизијски филм | [ 61 ]                                           |
| 1968.            | Monte Carlo: C'est La Rose      | себе                   | документарни филм | [ 62 ]                                           |

## Позориште
| Година     | Наслов          | Улога   | Позориште      | Напомена                             | Изв.   |
| ---------- | --------------- | ------- | -------------- | ------------------------------------ | ------ |
| 1949–1950. | The Father      | Берта   | Позориште Корт | 16. новембар 1949 – 14. јануар 1950. | [ 63 ] |
| 1952.      | To Be Continued | девојка | Позориште Бут  | 23. април – 2. мај                   | [ 64 ] |